# مجموعه سازگاری بافتی اصلی کلاس یک

مجموعه سازگاری بافتی اصلی کلاس یک (انگلیسی: MHC class I) گروهی از پروتئین‌های مجموعه سازگاری بافتی اصلی هستند.
مجموعه سازگاری بافتی اصلی (Major histocompatibility complex) مولکول‌های پروتئینی روی غشای سلول‌های مختلف بدن در مهره‌داران است. این پروتئین‌ها در سه گروه زیر دسته‌بندی می‌شوند: کلاس یک آنها مانند TAP که سه زنجیره α و یک مولکول پروتئینی غیرMHC دارند.
مجموعه سازگاری بافتی اصلی نوع I بر همه سلول‌های هسته دار هم چنین پلاکت که فاقد هسته است نیز موجود است اما نوع II ویژه لنفوسیت‌های B ماکروفاژها و لنفوسیت‌های T سی دی ۴ می‌باشد؛ لذا سی دی ۸ها بدون MHC II می‌باشند.